# Oxyfidonia despecta
Oxyfidonia despecta är en fjärilsart som beskrevs av W. Warren 1905. Oxyfidonia despecta ingår i släktet Oxyfidonia och familjen mätare. Inga underarter finns listade i Catalogue of Life.